# Sophia Smith
Sophia Olivia Wilson (født 10. august 2000) er en amerikansk fodboldspiller, der spiller for Portland Thorns FC og USAs landshold .